# 平凡的英雄
《平凡的英雄》為韓國MBC于2018年播出的特辑綜藝節目，由洪真京、DinDin、安貞桓、禹賢、許正民、Zion.T、柳炳宰、森姆·汗明頓、Hoshi(SEVENTEEN)等人主持，節目主軸為挖掘自己的潛在專長，培養他們成長
為真正的英雄。

## 角色
| 明星嘉賓 | 角色              |
| -------- | ----------------- |
| 不適用   | 神秘人物「B局長」 |
| 洪真京   | 隊長              |
| Din Din  | 特務              |

## 外部連結
- Daum上《平凡的英雄》的資料